# Barral (Castrelo de Miño)
Barral (llamada oficialmente Nosa Señora das Neves de Barral) es una parroquia y un lugar español del municipio de Castrelo de Miño, en la provincia de Orense, Galicia.

## Toponimia
La parroquia también es conocida por los nombres de Nuestra Señora de las Nieves de Barral y Virxe das Neves de Barral.

## Organización territorial
La parroquia está formada por cinco entidades de población:
- Barral
- Foxo (O Foxo)
- Noallo de Abaixo
- Noallo de Arriba
- Paradela

## Demografía

### Parroquia
| Gráfica de evolución demográfica de Barral (parroquia) entre 2000 y 2022 |
|                                                                          |
| Datos según el nomenclátor publicado por el INE.                         |

### Lugar
| Gráfica de evolución demográfica de Barral (lugar) entre 2000 y 2022 |
|                                                                      |
| Datos según el nomenclátor publicado por el INE.                     |